# Людвіг Гшоссманн
Людвіг Гшоссманн (нім. Ludwig Gschossmann, також Gschosmann; 8 липня 1913, Мюнхен — 22  серпня 1988, Тегернзе) — відомий німецький художник.

## Біографія

### Ранні роки
Саме народження Людвіга Гшоссманна оповите таємницею. Згідно з більшістю джерел художник народився у Страсбурзі. Називають також різні дати народження Гшоссманна: згадуються 1894, 1901 та 1914 роки. Вілповідно до «Загального лексикону митців: художників всіх часів і народів» (Allgemeines Künstlerlexikon: Die bildenden Künstler aller Zeiten und Völker) Людвіг Гшоссманн народився 8 липня 1913 року в Мюнхені.

### Освіта
Дитинство та юність художника пройшли у Вахау. Він був учнем вищої школи образотворчих мистецтв у Гамбурзі, навчався мистецтву фрески в Королівській художній школі ремесел у Мюнхені, відвідував заняття в академії мистецтв у Мюнхені, майстерню професора Бауера, а також курси для декораторів у Аугсбурзі і у Любеку.

## Творчість

### Стиль
На початку своєї творчої діяльності Людвіг Гшоссманн писав у стилі реалізм. Він став помітним художником — пейзажистом. Але з роками на його творчості відчувається вплив імпресіоністів. Все частіше він починає писати імпресіоністичні полотна. Окрім пейзажів приділяє увагу побутовій тематиці, малює сцени з світського життя. Велике значення в формуванні стилю та тематики Гшоссманна мав відомий мюнхенський художник Отто Піппель. Саме він вплинув на повне формування Гшоссманна, як художника — імпресіоніста.

Людвіг Гшоссманн «Сцена королівського полювання», 30-і роки

Змінилась і тематика творів: з'явилися зображення сцен з мюнхенського міського життя. Серед інших мотивів, які хвилювали художника: зображення їм Тегернзе, Штарнберга та Штарнбергського озера, Цюрихського озера. Дуже відома серія картин під загальною назвою «Нескучні вечори»: картини з зображенням сцен оперного балу в Мюнхені. Відомі також сцени полювання.
Помер митець 22  серпня 1988 року у Тегернзе

### Виставки
Твори художника з великим успіхом виставлялися як у Німеччині (наприклад, будинок мистецтва, Мюнхен), так і у Франції, Швеції, Швейцарії та Сполучених Штатах Америки (наприклад, у Нью-Йорку діє постійна експозиція в Arnot Art Gallery). Людвіг Гшоссманн був членом Мюнхенського Об'єднання Художників.

## Вибрані твори
- Дорога до опери у Баден-Баден, 1975
- Бал у Мюнхенській опері
- Королівське полювання
- Ландшафт з панорамою Альп
- Прибуття гостей, 1975
- Літня сцена з каретою
- Літній сніданок у Штарнберзі
- Місто біля моря
- Венеція
- Рибак на Тегерзее при вийняті сітей
- Пікнік на Хімзее
- Невелике селище в Альпах
- Озеро в Альпах
- Осінній Тірольський пейзаж з селом на березі річки